# Fencamfamin
Fencamfamin ist eine chemische Verbindung aus der Gruppe der Amphetamine. Es wurde ursprünglich von dem deutschen Unternehmen Merck KGaA in den 1960er Jahren als Appetitzügler entwickelt und unter den Markennamen Glucoenergan und Reactivan vermarktet.

## Verwendung
Das zentral stimulierende Medikament wurde hauptsächlich zur Behandlung von depressiver Tagesmüdigkeit, Konzentrationsmangel und Lethargie, insbesondere bei Patienten mit chronischen Erkrankungen, eingesetzt. Jedoch wurde es aufgrund von Abhängigkeitsproblemen und Missbrauch vom Markt genommen und wird heute noch als Rauschmittel und Partydroge missbraucht.

## Pharmakologie
Die Wirkung von Fencamfamin beruht auf der Freisetzung und Hemmung der Wiederaufnahme von Dopamin im Gehirn. Zudem zeigt es Affinität zu den Opioidrezeptoren, was die verstärkende Wirkung erklärt. Typische Nebenwirkungen umfassen Mundtrockenheit, Übelkeit, Unruhe, Schwindel und Zittern. In höheren Dosen kann es zu Atemnot, Herzrasen, Desorientierung und Krampfanfällen führen.
Kontraindiziert ist Fencamfamin bei Herzkrankheiten, Angina pectoris, dekompensierter Herzinsuffizienz, Glaukom, Hypererregbarkeit und Schilddrüsenüberfunktion sowie bei gleichzeitiger Einnahme von Monoaminooxidase-Hemmern.

## Chemie
Fencamfamin hat vier Stereozentren. Die beiden Substituenten am Norbornan-Gerüst können in endo- oder exo-Stellung angeordnet sein. Fencamfamin ist ein Gemisch der (±)-2-endo-3-exo- (1RS,2RS,3SR,4SR) und (±)-2-exo-3-endo-Formen  (1RS,2SR,3RS,4SR). Eine Analyse des in Reactivan enthaltenen Wirkstoffs zeigte ein Verhältnis der diastereomeren Racemate 2-endo-3-exo : 2-exo-3-endo von circa 9:1. Pharmazeutisch eingesetzt wurde der Wirkstoff in Form seines Hydrochlorids, dem Fencamfaminhydrochlorid.